# Saint-Mathieu-de-Rioux
Pour les articles homonymes, voir Saint-Mathieu.
Saint-Mathieu-de-Rioux, communément appelée Saint-Mathieu, est une municipalité située dans la municipalité régionale de comté des Basques dans la région administrative du Bas-Saint-Laurent au Québec (Canada).

## Toponymie

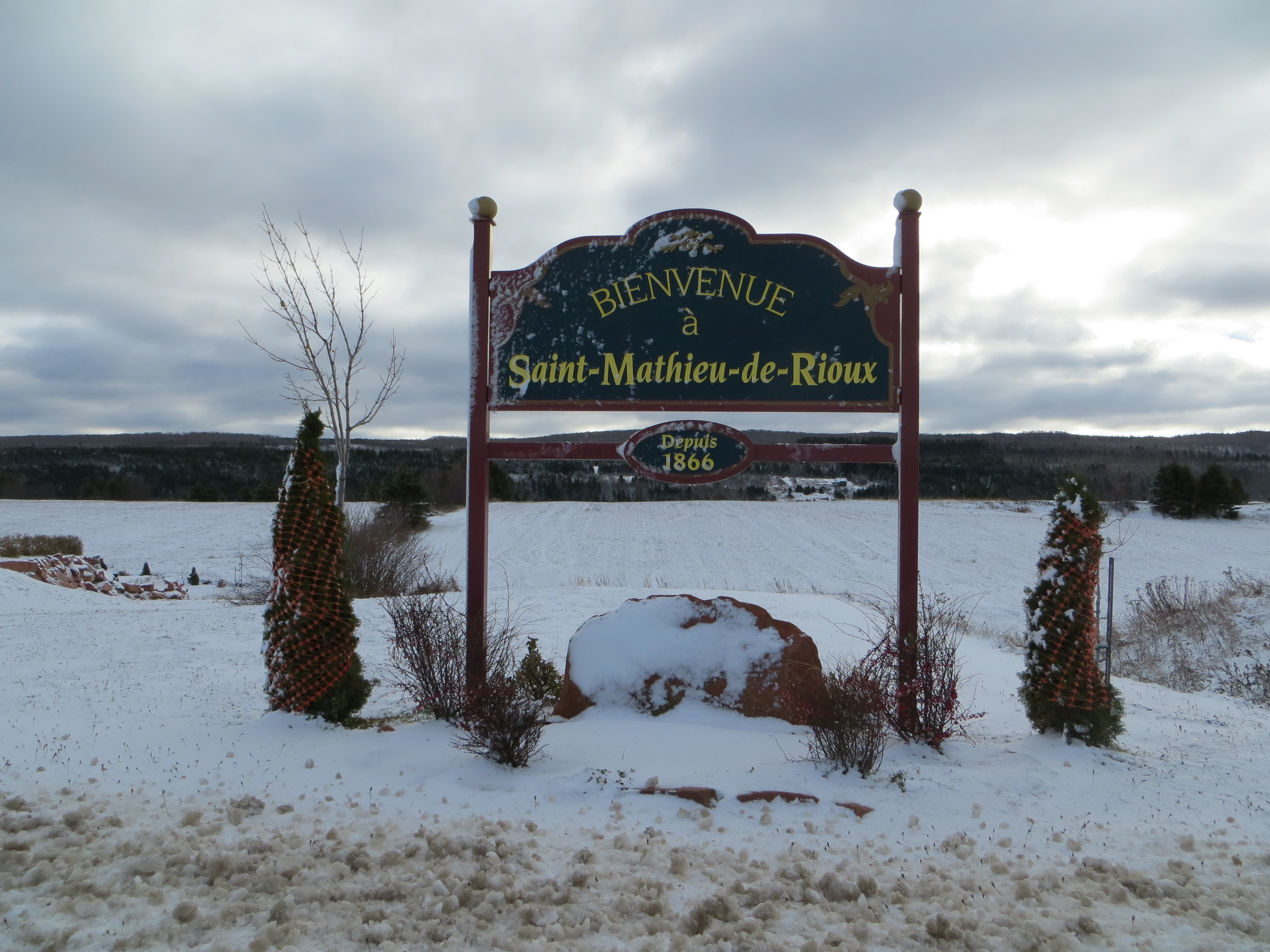
Panneau de bienvenue à Saint-Mathieu-de-Rioux.

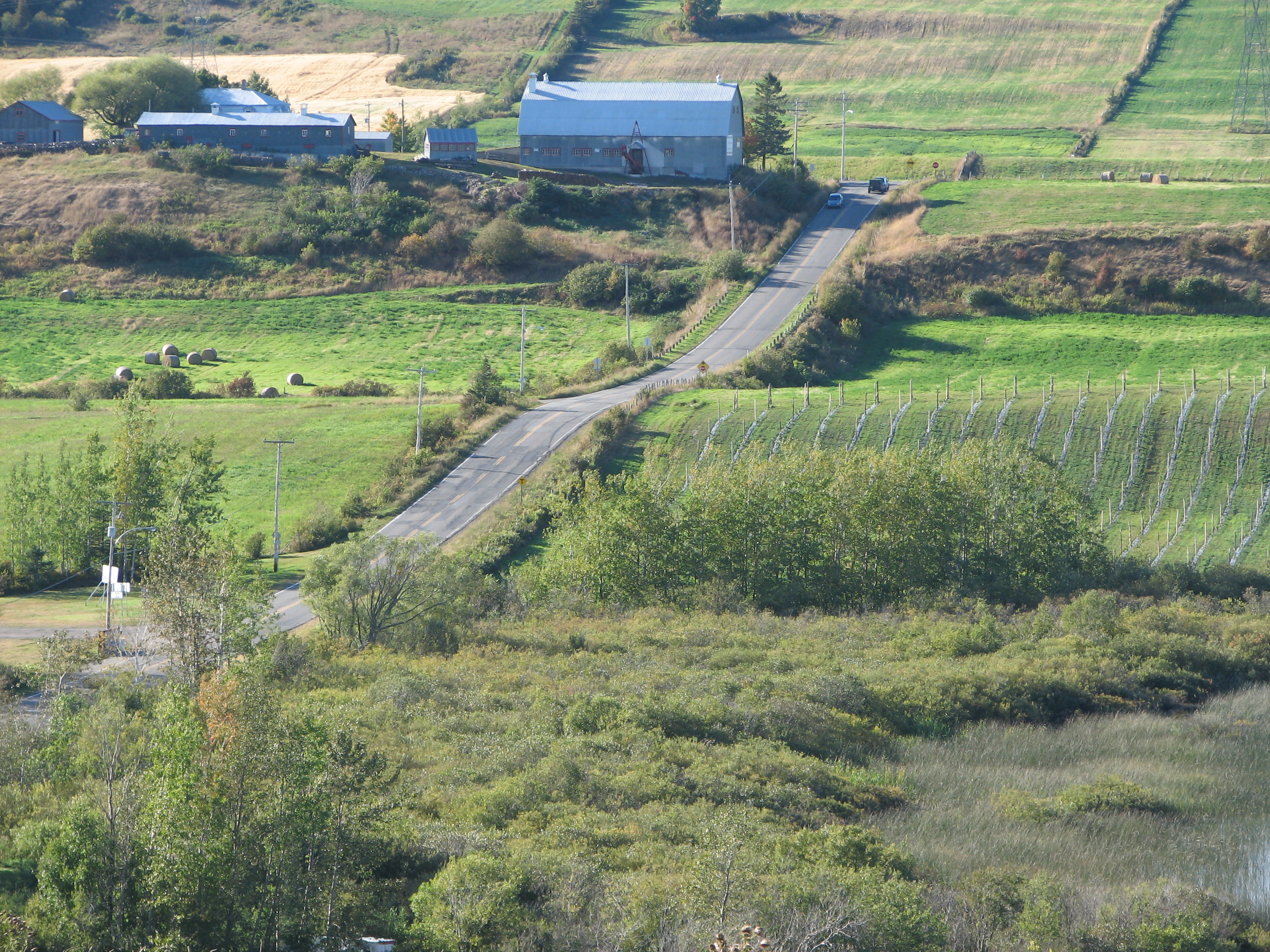
Paysages agricoles à Saint-Mathieu-de-Rioux en septembre 2006.

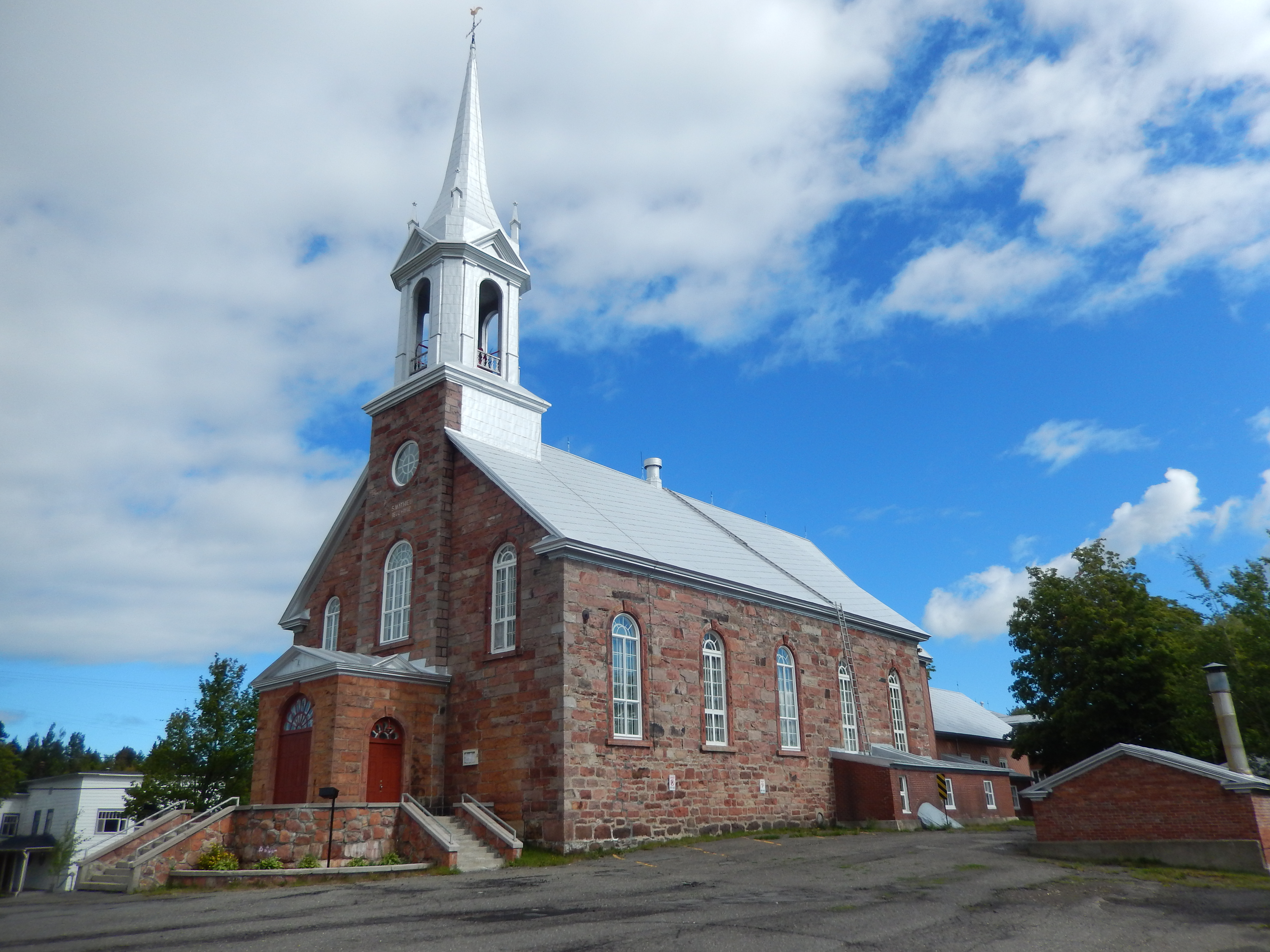
Église Saint-Mathieu de Saint-Mathieu-de-Rioux en août 2017.

La partie « Saint-Mathieu » du nom de la municipalité fait référence à l'apôtre Matthieu tandis que « Rioux » fait référence à l'ancienne seigneurie de Riou, nommée en référence à Nicolas Rioux,,. D'ailleurs, lors de la création de la municipalité en 1865, l'orthographe utilisée dans la Gazette officielle correspondait à celle du nom de l'apôtre.

## Histoire
Les premiers habitants de la région qui allait devenir la municipalité de Saint-Mathieu-de-Rioux étaient des peuples autochtones, principalement les Micmacs et les Malécites,. Ils s'étaient établis sur les bords du lac Saint-Mathieu, au pied du village actuel, et vivaient principalement de la chasse et de la pêche. Une pointe de terre, située au sud-est du lac, fut appelée "cimetière des Sauvages", car, selon certaines sources, quelques Amérindiens y auraient été inhumés.
Le premier colon européen à s’aventurer dans les concessions de la future paroisse de Saint-Mathieu fut Michel Jean, un maçon originaire de Saint-Jean-Port-Joli ,,. Après un premier séjour à Trois-Pistoles, il s’établit vers 1830 sur un lopin de terre situé à environ huit arpents à l’ouest de l’emplacement actuel de l’église. À son arrivée, il se consacra ardemment au défrichage de sa terre, ne pouvant compter que sur l’aide de sa famille et de trois Micmacs nommés Abraham René, Jeannot René et Isaac René.
Le mouvement de colonisation de Saint-Mathieu débute grâce aux efforts de Michel Jean, qui, après trois ans de labeur pour défricher et cultiver sa terre, vend une partie de sa récolte à Trois-Pistoles, démontrant ainsi qu’il est possible de s’établir dans cette région. Encouragés par son succès, d’autres colons suivent bientôt ses traces. Situé au sud de Saint-Simon, le site du futur village de Saint-Mathieu, avec ses deux lacs allongés et sa vallée radieuse dominée par un éperon rocheux, suscite l’émerveillement des pionniers. Le potentiel agricole, renforcé par un microclimat lié aux lacs, attire de nouvelles familles, donnant vie au territoire par l’émergence de fermes, de commerces, et de services essentiels pour la jeune communauté.
Le 8 mars 1858, la paroisse de Saint-Mathieu est érigée canoniquement par détachement de la paroisse de Saint-Simon,,. Les travaux de la première chapelle débutent en 1861, et sa construction progresse rapidement : elle est bénie dès le 15 juin de la même année,.
Le 18 août 1865, la municipalité de paroisse de Saint-Mathieu-de-Rioux est créée,. Les registres de la paroisse sont ouverts depuis le 9 octobre 1866,. Le premier curé de la paroisse est Antoine Chouinard de 1866 à 1871. Auparavant, celle-ci était desservie par les curés de Saint-Simon.
En 1868, le bureau de poste est ouvert sous le nom de « Saint-Mathieu ».
En 1875, l'église actuelle est construite.
En 1937, un recensement des professions montre une population active variée, avec une majorité de cultivateurs, reflet de la vocation agricole de la paroisse. On y trouve également des commerçants, un forgeron, un artisan spécialisé en ferblanterie et plomberie, de nombreux journaliers, ainsi que des domestiques. Ces métiers témoignent de la structuration économique de la paroisse, qui évolue pour répondre aux besoins quotidiens des habitants et renforcer l’autonomie de la communauté.
| Métier               | Nombre |
| Cultivateurs         | 92     |
| Commerçants          | 5      |
| Journaliers          | 43     |
| Domestiques          | 7      |
| Forgeron             | 1      |
| Ferblantier-Plombier | 1      |

L'apogée de la communauté rurale de Saint-Mathieu-de-Rioux est atteinte dans les années 1950, alors que la population culmine à environ 1200 habitants. Cette période voit une forte activité éducative, avec six écoles primaires réparties dans les rangs et un collège au centre du village, accueillant plus de 300 enfants. L'agriculture est florissante, avec plus de 80 fermes activement exploitées et des champs bien entretenus. Bien que les tracteurs fassent progressivement leur apparition, les chevaux demeurent essentiels, comme en témoigne la présence de 42 chevaux dans le seul rang 5.
Les années 1950 marquent également l’arrivée de l’électricité dans les rangs, où les foyers adoptent les ampoules électriques, remplaçant les lanternes. La vie économique du village est dynamique, avec un magasin général, deux coopératives agricoles, plusieurs commerces spécialisés, notamment une quincaillerie, une forge, une meunerie, un abattoir, une beurrerie ayant produit jusqu'à 182 207 livres en 1958, ainsi que deux hôtels et deux pensions de famille. Des ateliers de menuiserie, de mécanique, une usine de boîtes à beurre et de coffrets d’écolier, ainsi que des moulins à scie témoignent d'une communauté économiquement diversifiée. Au centre du village, une grande écurie permet aux habitants de stationner leurs chevaux pendant leurs courses ou pour assister à la messe.
En 2020, la municipalité de paroisse change de statut pour celui de municipalité.

## Géographie
Saint-Mathieu-de-Rioux se situe au sud de Saint-Simon-de-Rimouski à environ 15 km au nord-est de Trois-Pistoles,,. Elle est traversée par le chemin de fer du Canadian National.

### Hydrographie
À partir du lac Saint-Mathieu(d), dans le centre de la municipalité, la rivière du Sud-Ouest coule vers le nord-est où elle en délimite le nord-est.
À partir du Grand lac Neigette(d), dans le sud-ouest, la rivière Neigette coule vers le nord-est jusqu'à sa confluence avec la rivière du Sud-Ouest.
À partir du lac du Cinquième(d), dans le sud-est, la rivière des Aulnes coule vers le nord-est.
Le territoire de la municipalité comprend plusieurs lacs incluant le lac Saint-Mathieu, le lac Alarie, le Petit lac Vaseux et le Grand lac Neigette.

## Démographie
| 1871 | 1881  | 1891 | 1901 | 1911 | 1921 | 1931 | 1941  |
| ---- | ----- | ---- | ---- | ---- | ---- | ---- | ----- |
| 896  | 1 175 | 846  | 893  | 842  | 781  | 858  | 1 056 |

| 1951  | 1956  | 1961  | 1966  | 1971 | 1976 | 1981 | 1986 |
| ----- | ----- | ----- | ----- | ---- | ---- | ---- | ---- |
| 1 089 | 1 193 | 1 113 | 1 097 | 813  | 723  | 667  | 621  |

| 1991 | 1996 | 2001 | 2006 | 2011 | 2016 | 2021 | - |
| ---- | ---- | ---- | ---- | ---- | ---- | ---- | - |
| 560  | 565  | 601  | 672  | 678  | 639  | 691  | - |

## Administration
Les élections municipales se font en bloc pour le maire et les six conseillers.

### Mairie
| Saint-Mathieu-de-Rioux Maires depuis 2001                                                                            |                            |         |          |
| Élection | Maire                      | Qualité | Résultat |
| 2001 | Norbert Rousseau           |         | Voir     |
| 2005 | Norbert Rousseau           | Voir    |          |
| 2009 | Aucun candidat à la mairie |         | Voir     |
| n/d | n/d                        |         | n/d      |
| n/d | Yvon Ouellet               |         | n/d      |
| 2013 | Yvon Ouellet               | Voir    |          |
| 2017 | Roger Martin               |         | Voir     |
| 2021 | Roger Martin               | Voir    |          |
| Élection partielle en italique Depuis 2005, les élections sont simultanées dans toutes les municipalités québécoises |                            |         |          |

### Conseillers municipaux
Les élections de 2017 ont fait élire 6 conseillers et conseillères, comblant ainsi la totalité des postes du conseil municipal.
| No du poste | #1                | #2                | #3                    | #4               | #5              | #6                |
| Élection | #1                | #2                | #3                    | #4               | #5              | #6                |
| --- | ----------------- | ----------------- | --------------------- | ---------------- | --------------- | ----------------- |
| 2017 | Félix Charbonneau | Annie Couture     | Marie-Marthe Fournier | Maylina Fournier | Marc-André Jean | Ghyslaine Labelle |
| 2013 | Mariette Lacasse  | Michel Ouellet    | Marie-Marthe Fournier | Hughes Thériault | Denis Riou      | Denise Mimeault   |
| 2009 | Mariette Lacasse  | Aucun candidat    | Aucun candidat        | Aucun candidat   | Aucun candidat  | Aucun candidat    |
| 2006 | Réal Côté         | Jean-Marie Parent | Marie-Marthe Fournier | Romain Ouellet   | Gaston Rioux    | Pierrette Viel    |
| 2003* | Non en élection   | Non en élection   | Bruno Fournier        | Yvette Ouellet   | Gaston Rioux    | Pierrette Viel    |
| Source: Archives des résultats des élections municipales, MAMHQ * Depuis 2005, les élections municipales ont lieu à date fixes dans toutes les municipalités du Québec. Auparavant, certains postes seulement étaient en élection, selon le rythme des mandats. |                   |                   |                       |                  |                 |                   |

## Économie
L'économie locale repose, dans une certaine mesure, sur l'exploitation d'érablières, l'agriculture, la foresterie et, depuis 1975, sur la commercialisation du charbon de bois. Le village possède sa propre caisse populaire, son bureau de poste, son école et plusieurs commerces. Anciennement, l'agriculture constituait la principale ressource, alors que les boisés de ferme assuraient un revenu d'appoint. Cependant, il germe, depuis près d'une soixantaine d'années, une forte activité touristique sur le territoire de Saint-Mathieu-de-Rioux. Ainsi, les magnifiques paysages de la paroisse et le Grand-Lac Saint-Mathieu amenèrent progressivement l'installation de plages, auberge, chalets, campings et résidences permanentes. L'hiver se rythma par le ski, la motoneige et autres activités extérieures. Ainsi, la municipalité se trouve fortement dépendante de l'afflux touristique.

## Défi et perspective à long terme
Dans une certaine mesure, le boom touristique caractéristique au Grand-Lac Saint-Mathieu — les rives de ce dernier comptent actuellement plus de 300 chalets et résidences —, entraîna aussi une certaine dénaturation de l'environnement immédiat au lac. Plusieurs milieux humides et écosystèmes furent détruits lors de cette floraison touristique. Ayant été affecté d'un court épisode de cyanobactéries, la municipalité sensibilise actuellement les riverains à de meilleures pratiques environnementales. Dans le contexte où cette floraison touristique est essentiellement basée sur la qualité de l'environnement, il est en effet primordial de ne pas investir à perte. C'est l'un des défis importants à Saint-Mathieu-de-Rioux. Plusieurs démarches en cours tentent de remédier à la situation.
Dans une autre mesure, plusieurs nouveaux projets laissent entrevoir un bel avenir à la municipalité. Celui de la création d'une station de plein air quatre saisons — qui remplacerait l'actuel chalet de ski —, reçoit un accueil chaleureux des instances locales. De plus, une galerie d'art, un club de voile ainsi que plusieurs rénovations aux installations touristiques présentes, sont autant de beaux projets qui ont été menés à terme durant les dernières années.
Finalement, l'équilibre des paysages est aussi un point marquant. Ainsi, les quelques projets d'éoliennes soumis à la population furent refusés, dans la crainte réaliste de nuire au tourisme. Des activités économiques primaires, tel la foresterie — surtout dans le cas des coupes à blanc —, ainsi que la création de carrières, peuvent aussi nuire à l'apparence générale de la municipalité. La coordination de tous ces aspects et de leurs impacts se veut donc un dernier point primordial.